# Hugo Fritz Berger
Hugo Fritz Berger (* 11. Dezember 1887 in Steglitz bei Berlin; † 14. August 1971 in Hamburg) war ein deutscher Verwaltungsjurist und Ministerialbeamter.

## Leben und Wirken
Er war der Sohn des Bankdirektors Ernst Hugo Berger und dessen Ehefrau Friederike Alma geborene Häußler, besuchte die Gymnasien in Steglitz, Stettin und Schwerin und die Handelshochschule in Leipzig. Im Anschluss nahm er ein Studium der Rechtswissenschaften an der Universität Leipzig auf, das er in München und Greifswald fortsetze. Er promovierte 1912 zum Dr. jur.
1907/08 war er ein Einjährig-Freiwilliger beim Militär und nahm ab 1914 am Ersten Weltkrieg teil. Danach trat er in den preußischen Staatsdienst und war von 1919 bis 1922 Gerichtsassessor und danach Liegenschaftsreferent im Reichsschatzministerium. Später wechselte er als Reparationsreferent an das Reichsfinanzministerium für Wiederaufbau. Im Frühjahr 1932 wurde er dort Abteilungsleiter I A (Reparationen und Banken) ernannt. Als Ministerialdirigent war er für die finanziellen Beziehungen zum Ausland, Bank und Rechtsfragen zuständig. Als einer der Vertreter des Deutschen Reiches nahm er an den Konferenzen über die Reparationsfrage sowie über internationale Finanz- und Wirtschaftsfragen teil. Im Mai 1937 übernahm er die Leitung der neuen Abteilung V im Reichsfinanzministerium. Er wurde zum Ministerialdirektor befördert. Als solcher blieb er bis 1945 im Amt. 
Berger war Mitglied des Reichsverbandes höherer Verwaltungsbeamter und der damit in Zusammenhang stehenden Organisationen.
Verheiratet war er seit 1918 mit Elisabeth Gertrud Johanna geborene Firch, einer Kaufmannstochter aus Schneidemühl.

## Schriften (Auswahl)
- Die Etappen der deutschen Reparationspolitik. In: Probleme des deutschen Wirtschaftslebens. Erstrebtes und Erreichtes. Berlin/Leipzig 1937, S. 515–554.

## Nachlass
Sein schriftlicher Nachlass im Umfang von 1,5 lfm befindet sich heute im Bundesarchiv in Koblenz.